# Малецька Оксана Миколаївна
Оксана Миколаївна Малецька (нар. 18 серпня 1983, м. Зборів, Тернопільська область) — заслужена артистка України (сопрано),  провідний майстер сцени, актриса,  вокалістка Тернопільської обласної філармонії.

## Життєпис
Оксана Малецька народилася 18 серпня 1983 року в Зборові нині Тернопільського району Тернопільської области України.
Закінчила Зборівську державну українську гімназію імені Романа Завадовичу та Зборівську дитячу музичну школу (клас скрипки). 
Із 2001 по 2007 рік  навчалася у Львівській державній музичній академії ім. Миколи Лисенка (нині -  Львівська національна музична академія імені Миколи Лисенка) за спеціальністю «Вокал» (клас викладача Лариси Кривоцюк). У тому ж році отримала запрошення стати солісткою Тернопільської обласної філармонії. 
У 2009 році відбувся перший сольний концерт вокалістки  в супроводі симфонічного оркестру Тернопільської обласної філармонії.
У 2010 році – гастролювала у Франції та Польщі.
Працювала вокалісткою Тернопільського академічного обласного українського драматичного театру імені Тараса Шевченка.
Від 2023 -го – вокалістка Тернопільського муніципального духового оркестру «Оркестра волі».
Активно співпрацює з академічним симфонічним оркестром Тернопільської обласної філармонії, камерним оркестром Тернопільської обласної філармонії, академічним камерним хором «Бревіс» Тернопільської обласної філармонії, оркестром академічного ансамблю танцю «Надзбручанка» Тернопільської обласної філармонії.

## Громадська діяльність
Від березня 2024 року - членкиня Тернопільського міського об'єднання Всеукраїнського товариства «Просвіта» імені Тараса Шевченка. 

## Творчість
Співає з пелюшок.  Голос успадкувала від батьків.  Мати співала в церковному хорі та народному ансамблі. У батько – бас. Він закінчив культосвітнє училище, грає на трубі. У брата – також бас.
Перший концерт дала ще в дитячому садочку. Сила голосу чарівної зборівчанки вражала й захоплювала. Змалку брала участь у різноманітних конкурсах як місцевих, так і Всеукраїнських і закордонних. Здобувала зазвичай перші  місця. 
У 2009 році відбувся перший сольний концерт вокалістки в супроводі симфонічного оркестру Тернопільської обласної філармонії.
У 2010 році - гастролювала у Франції та Польщі.
У 2011 році – другий сольний концерт. У цьому ж році відбулась гастрольна поїздка спільно з тернопільським симфонічним оркестром Польщею.
Вокалістка володіє блискучим сопрано, яке здатне передати відтінки від найвищого щастя до глибокого трагізму, при всьому демонструючи надзвичайний професіоналізм і талант.
Репертуарна палітра –  широка й багатогранна: арії з опер і оперет, романси українських і зарубіжних композиторів, а також народні пісні. 
У доробку актриси-вокалістки понад сотню різножанрових ролей. Зокрема, у 2010-му зіграла роль Наталки Полтавки в однойменній опері  (режисер-постановник -  народний артист України Федір Стригун),  Ксеню в «Гуцулці Ксені» та багто інших.

## Нагороди та відзнаки
- Заслужена артистка України (2020)[1]
- За плідну творчу діяльність, високий професіоналізм, вагомий особистий внесок у розвиток української національної культури нагороджена грамотою Тернопільської обласної ради  (Розпорядження № 212  голови Тернопільської обласної ради від 21 вересня 2023 року )